# Giuseppe Magnani
Giuseppe Magnani (San Benedetto Po, 31 gennaio 1913 – Sassari, 15 novembre 2007) è stato un pittore italiano, padre del critico d'arte Marco Magnani.

## Biografia
Giuseppe Magnani, aveva frequentato una scuola di pittura a Mantova, era stato notato dal pittore Alfonso Monfardini, che lo aveva preso con sé, come  tirocinante.
Ancora adolescente, a seguito di una impetuosa piena del Po, si era trasferito con la famiglia in Sardegna, nella città di fondazione  di  Arborea.  
Alcuni suoi lavori, eseguiti nei ritagli di tempo, attirarono l'attenzione di un gerarca fascista di passaggio; questi gli affidò varie commissioni, instradandolo sull'attività di ritrattista che continuerà nei primi anni 1930 a Cagliari, a Torino e a Roma.
Qualche anno dopo,  entrò come allievo alla Scuola d'Arte di Sassari, grazie all'interessamento del direttore Filippo Figari che, impressionato dalla sua bravura, gli aveva fatto ottenere una borsa di studio. 
Tra gli anni '30 e gli anni '50 partecipa a diverse rassegne e mostre a livello nazionale. In particolare negli anni ’50 realizza opere importanti come il Ritratto della moglie e Fabbriche (1955), Sardegna (1959).
Nel 1972 è premiato con una Medaglia d'oro al Premio Sironi di Sassari.
Diversi dipinti a tema religioso sono conservati presso le chiese Sacro Cuore, San Donato, Sacra Famiglia, Mater Ecclesiae di Sassari e Santa Vittoria (Siligo).